# Общ медицински съвет (Великобритания)
Общият медицински съвет (General Medical Council, GMC) е публичен орган, който поддържа официалния регистър на практикуващите лекари в Обединеното кралство. Неговата основна отговорност е да „защитава, насърчава и поддържа здравето и безопасността на обществото“, като контролира влизането в регистъра и спира или премахва членове, когато е необходимо. Той също така определя стандартите за медицинските училища в Обединеното кралство. Членството в регистъра предоставя значителни привилегии съгласно част VI от Закона за медицината от 1983 г. Престъпление е да се направи невярно твърдение за членство. GMC се поддържа от такси, плащани от неговите членове, и става регистрирана благотворителна организация през 2001 г.

## История
Със Закона за медицината от 1858 г. се създава Общ съвет за медицинско образование и регистрация на Обединеното кралство като законов орган. Първоначално неговите членове са избрани от членовете на професията и се ползват с широко доверие от страна на професията.

## Предназначение
Всички функции на GMC произтичат от законово изискване за създаване и поддържане на регистър, който е окончателният списък на лекарите като временно или напълно „регистрирани практикуващи лекари“ в публичния сектор във Великобритания. GMC контролира влизането в Списъка на регистрираните лекари („медицинския регистър“). Медицинският закон от 1983 г. (изменен) отбелязва, че „Основната цел на Генералния съвет при упражняване на техните функции е да защитава, насърчава и поддържа здравето и безопасността на обществеността“.
Второ, GMC регулира и определя стандартите за медицинските училища в Обединеното кралство и поддържа връзка с медицинските и университетските регулаторни органи на други нации за медицинските училища в чужбина, което води до взаимно признаване на някои квалификации. От 2010 г. той регулира и следдипломното медицинско обучение.
Трето, GMC отговаря за система за лицензиране и повторно валидиране за всички практикуващи лекари в Обединеното кралство, отделно от системата за регистрация, на 3 декември 2012 г.

### Благотворителен статус
GMC е регистрирана като благотворителна организация в Комисията по благотворителност на Англия и Уелс на 9 ноември 2001 г. Комисарите са разгледали съда и юрисдикцията на Комисията да разглежда статута на организацията, който преди това е бил разглеждан от съдилищата, по въпроси, свързани с благотворителен статут.
Благотворителните организации обикновено не трябва да плащат данък върху дохода или корпоративен данък, данък върху капиталовите печалби или гербов налог. След предоставянето на статут на благотворителна организация GMC получава данъчни облекчения със задна дата до 1 април 1994 г. Благотворителните организации плащат не повече от 20% от нормалните бизнес ставки за сградите, които използват и заемат. GMC получава потвърждение за 80% облекчение на бизнес лихвите в сила от април 1995 г.

## Други регулатори на здравните специалисти
Органът за професионални стандарти за здравеопазване и социални грижи (PSA) е независим орган, отговорен пред парламента на Обединеното кралство, с мисията да насърчава здравето и благосъстоянието на пациентите и обществеността при регулирането на здравните специалисти. Но PSA няма законови правомощия да разследва жалби срещу регулаторите.  Съветва четирите здравни отдела на правителството на Обединеното кралство по въпроси, свързани с регулирането на здравните специалисти; разглеждане и надзор на работата на деветте регулаторни органи:
- Съвет на професиите в здравеопазването и грижите (регулира други здравни професии в Обединеното кралство)
- Съвет по медицински сестри и акушерки (регулира медицинските сестри и акушерките)
- Общ оптичен съвет
- Общ стоматологичен съвет
- Общ съвет по хиропрактика
- Общ остеопатичен съвет
- Генерален фармацевтичен съвет
- Фармацевтично дружество на Северна Ирландия
- Общ медицински съвет

## Допълнителна информация
- MacAlister, D. Уводна реч на Обшия медицински съвет (лекция, 2 октомври 1906 г.)

|  | Тази страница частично или изцяло представлява превод на страницата General Medical Council в Уикипедия на английски. Оригиналният текст, както и този превод, са защитени от Лиценза „Криейтив Комънс – Признание – Споделяне на споделеното“, а за съдържание, създадено преди юни 2009 година – от Лиценза за свободна документация на ГНУ. Прегледайте историята на редакциите на оригиналната страница, както и на преводната страница, за да видите списъка на съавторите. ВАЖНО: Този шаблон се отнася единствено до авторските права върху съдържанието на статията. Добавянето му не отменя изискването да се посочват конкретни източници на твърденията, които да бъдат благонадеждни. |